# Franco Lanza

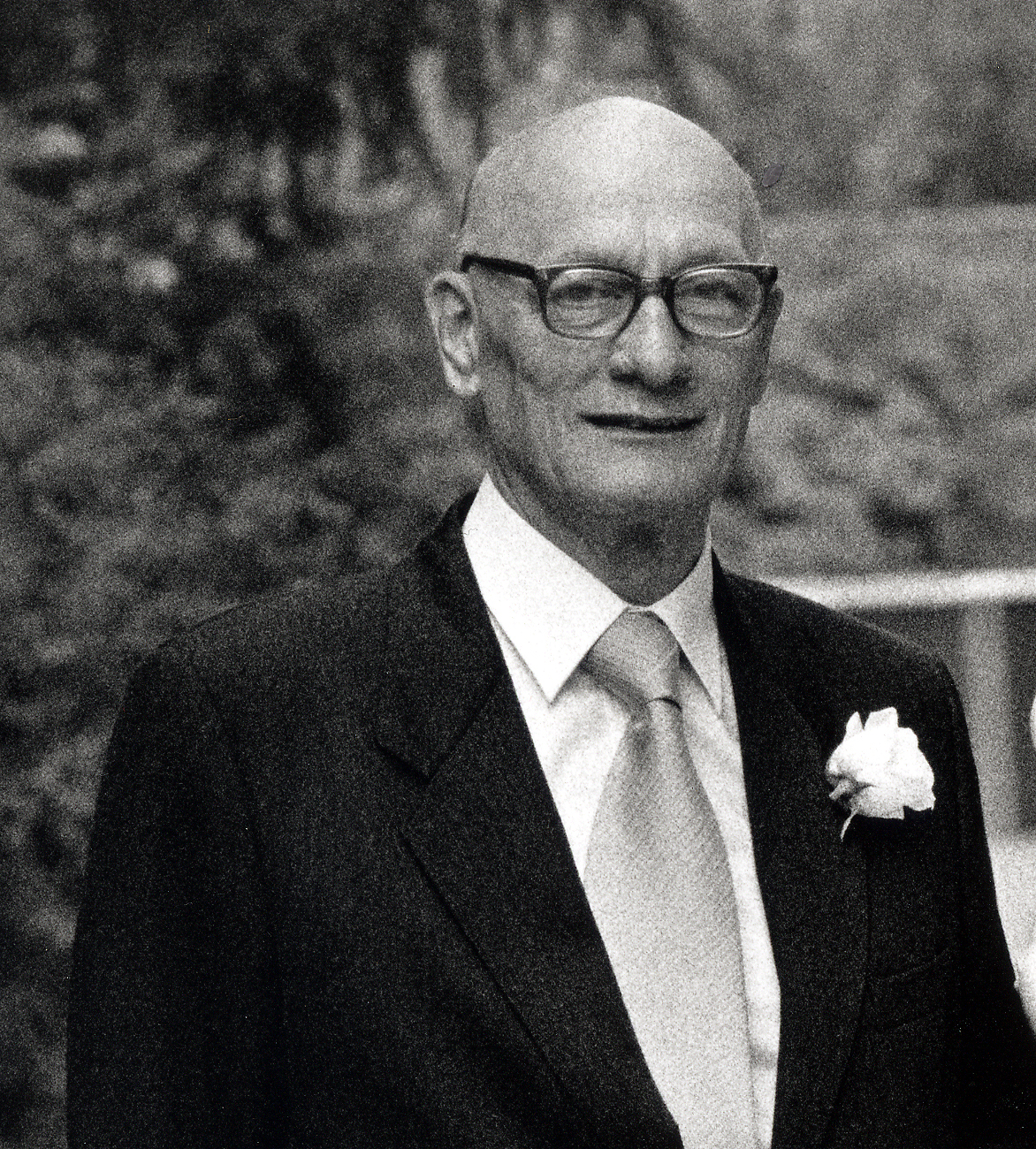
Franco Lanza, Milano 1999

Franco Lanza (Chioggia, 2 marzo 1926 – Roma, 23 marzo 2007) è stato un critico letterario italiano.

## Biografia
Figlio del poeta Alfonso e di Luigia Colombo, seguì la famiglia in varie città, Rovigo, Treviso, Belluno, Verona ed infine Varese dove il padre svolse la sua attività di docente di latino e greco al liceo classico. A soli sedici anni si iscrisse alla Facoltà di Lettere dell'Università Cattolica del Sacro Cuore di Milano diventando allievo di Mario Apollonio e Giovanni Getto. Si laureò nel 1946 (il più giovane laureato d'Italia) con una tesi su Giambattista Vico.
A Varese insegnò latino, storia e italiano all'Istituto Magistrale ed in seguito al Liceo Classico. Nel 1951 iniziò l'attività accademica quale assistente di Mario Apollonio ed ottenne la libera docenza nel 1963.
In quegli anni strinse profonda e sincera amicizia con David Maria Turoldo che durerà fino alla morte di quest'ultimo nel 1992. Nel 1964 sposò, nel Tempio Canoviano di Possagno, Maria Luisa Canova, dalla quale avrà due figli.
Nel 1965 l'incontro con Giovanni Battista Montini non fece che accrescere in lui l'ammirazione per l'uomo di Chiesa e per lo studioso autorevole; una cultura immensa unita a grande umiltà. Il fatto che Paolo VI non abbia mai permesso alla sua scrittura di assumere ambizioni diverse da quelle pastorali gli sarà d'esempio e ispirazione per la realizzazione dell'antologia montiniana del 2003.
Fino al 1967 fu incaricato di Letteratura Italiana all'Università Cattolica del Sacro Cuore, anno in cui si trasferì a Malta dove diresse il Dipartimento d'Italiano della locale Università e fu vicepresidente della Dante Alighieri. Malta diventò molto più di un luogo di lavoro, fu per lui una seconda casa dove approfondire legami culturali e umani, un luogo dove esportare la cultura italiana di cui diventò vero e proprio ambasciatore.
Negli anni settanta, durante le pause estive frequentò il salotto letterario di Cortina d'Ampezzo e conobbe Padre Ulderico Pasquale Magni il quale lo invitò a partecipare alle conferenze nella Sala Akropolis dell'Hotel Serena che ospitava gli esponenti più illustri della scena scientifica e letteraria nazionale ed internazionale. Venne così a contatto con Indro Montanelli, Piero Chiara, Paolo Monelli, Alessandra Capocaccia Quadri, Giuseppe Padellaro, Vittore Branca, Ernesto Redaelli.
Dal 1980 fu di nuovo in Italia, e, dopo brevi incarichi alle Università di Palermo e Salerno, fu a Viterbo come docente di Storia della Letteratura Moderna e Contemporanea divenendo anche Direttore dell'Istituto di Studi Romanzi alla facoltà di lingue e letterature straniere moderne.
A testimonianza della stima e dell'affetto nei suoi confronti, i colleghi dell'Università della Tuscia gli dedicarono una raccolta di saggi: Satura, studi in onore di Franco Lanza a cura di Renato Badalì. Viterbo, Sette città, 2003.
Si stabilì a Roma dove vivrà fino alla morte avvenuta nel 2007.
Direttore scientifico dell'associazione culturale europea Francesco Orioli, collaborò attivamente al successo della rassegna culturale estiva Stanze con vista o prigione (condotta da Michele Mirabella) per la città di Vallerano.
Redattore di importanti riviste letterarie come Otto/Novecento (Varese), Cenobio (Lugano), Il ragguaglio librario (Milano), Critica letteraria (Napoli), come critico letterario collaborò con il DSE della RAI, l'Enciclopedia Treccani e con importanti testate con l'Osservatore Romano, Il Popolo, Avvenire, La Prealpina.
Grande amante e conoscitore della Divina Commedia, fu commentatore di numerose lacturae dantis, e venne ricordato dal suo collega e amico maltese Joseph M. Brincat in un articolo uscito poco dopo la sua morte.
Nella ricchissima produzione scientifica sono testimoniati la sua vivacità intellettuale, il suo eclettico profilo scientifico ed il grande amore per la letteratura.

## Opere

### Saggistica
- Saggi di poetica vichiana, Varese, Ed.Magenta, 1961[4]
- La narrativa Barocca, Torino, Ed. SEI, 1962
- Arturo Onofri, Milano, Mursia, 1972
- D'Annunzio e Serra negli incunaboli e altri saggi di letteratura del '900, Milano, IPL, 1972
- La narrativa dei Cavalieri Gerosolimitani, Saggio di Franco Lanza in: "La più stupenda e gloriosa macchina. Il romanzo italiano del secolo XVII". A cura di Mario Santoro (pp. 79–118). Napoli, Società Editrice Napoletana, 1981
- D'Annunzio Bizantino, Azzate, Edizioni Otto/Novecento, 1982
- Rapporti tra letteratura dialettale e letteratura in lingua a Malta. in "La letteratura dialettale in Italia", Palermo, Annali della facoltà di Lettere e Filosofia, 1984
- Esperienza letteraria e umana di Cesare Pavese, Modena, Mucchi Editore, 1990
- Paolo VI e gli scrittori, Roma, Studium, 1994
- Le palestre ticinesi di Piero Chiara, Varese, "Tracce", aprile 1998, 5-10
- Un ricordo di Mario Apollonio. Ieri e oggi, Varese, "Tracce", ottobre 1998, 5-14
- Scrittori e anime di fine millennio, Brescia, Morcelliana, 2001
- La poesia verso il 2000, Saggio di Franco Lanza in: Storia della letteratura Italiana. Il secondo novecento. A cura di Bruno Meier, Milano, Guido Miano Editore, 2001.
- Parola e immagine.Antologia di Paolo VI, Loreto, Grafiche Lauretane, 2003

### Critica letteraria
- Io no ho mani, Recensione a David Maria Turoldo, "Convivium", Bompiani, 1948
- G.B.Vico critico di Dante, "Lettere Italiane", 1949. 243-52
- Il Canto XXXIII del Purgatorio, Firenze, E. Le Monnier, 1964
- Il Canto XVII dell'Inferno, Lectura Dantis Romana, Firenze, Ed.Le Monnier, 1967
- Ismeria, G. Farrugia, A cura di Franco Lanza, Catania, Società di storia patria per la Sicilia orientale, 1977
- Il Canto XVI dell'Inferno, Lectura Dantis Neapolitana, Napoli, Loffredo, 1981
- Nell'antipurgatorio: dai morti scomunicati ai morti per forza, Lectura Dantis modenese, Modena 1985
- Il paesaggio di Fermo e Lucia, Atti del XIII congresso di Studi manzoniani. Azzate, Ed. otto/Novecento, 1986, 113-8
- Poesia e teatro di Antonino Cremona, Collana "Il Cammeo". Milano, Guido Miano Editore 1986
- La poesia dalle origini al primo novecento in Storia della Letteratura Maltese' 'di Oliver Friggeri. Milazzo, Ed.SPES, 1986
- La poesia di Moriconi, Napoli, Liguori, 1988
- La poesia di Nino Muccioli, Collana "Il Cammeo". Milano, Guido Miano Editore, 1989
- Taccuini del 1918 sulla letteratura e sull'arte, Bonaventura Tecchi. A cura di Franco Lanza. Milano, Mursia, 1991
- Mito e poesia nel personaggio di Stazio. Lettura del canto XXI del Purgatorio, Varese, Annuario del Liceo Scientifico G.Ferraris. Agorà. 1996, 13-30
- Profilo critico di Maria Rosa Bertellini, Storia della Letteratura Italiana III vol. "Il secondo Novecento". Milano, Guido Miano Editore, 2001